# Подсоснов
Подсоснов (укр. Підсоснів) — село в Давыдовской сельской общине Львовского района Львовской области Украины.
Население по переписи 2001 года составляло 178 человек. Занимает площадь 1,09 км². Почтовый индекс — 81152. Телефонный код — 3230.